# Lepidopilum curvirameum
Lepidopilum curvirameum là một loài rêu trong họ Daltoniaceae. Loài này được Müll. Hal. Paris mô tả khoa học đầu tiên năm 1900.